# Clifton Chenier
Clifton Chenier, född 25 juni 1925, död 12 december 1987, var en kreolsk fransktalande musiker från Opelousas, Louisiana. Opelousas ligger i centrum av Louisianas Cajundistrikt. Han var verksam inom genren Zydeco, en blandning av Cajun- och Louisiana kreolmusik med R&B, jazz, och blues influenser. Chenier var den kanske mest betydelsefulla bland skaparna av Zydecomusiken, och kallades följaktligen "The King of Zydeco". Han spelade dragspel, och vann en Grammy Award 1982.

## Karriär
Cheniers karriär påbörjades 1954, när han skrev kontrakt med Elko Records, som släppte LP:n Clifton's Blues, som blev en regional succé. Hans första hitskiva följdes snabbt av "Ay 'Tite Fille (Hey, Little Girl)" (en cover av Professor Longhairs sång), vilket blev en mindre hit.  Med the Zydeco Ramblers, turnerade Chenier intensivt. De fick inom kort ett skivkontrakt med först Chicago, Illinois' Chess Records, därefter Arhoolie.  
Chenier var den första artisten att spela på Antone's blues club på Sjätte Gatan, Austin, Texas. Senare nådda han en större publik när han uppträdde i musik-TV-programmet Austin City Limits 1976. Han återkom i en uppföljande avsnitt av serien år 1979 med sitt Red Hot Louisiana Band.
Hans popularitet nådde sin höjdpunkt på 1980-talet, när han vann en Grammy Award för sitt album, I'm Here 1983, vilket också blev den första Grammyn för hans nya skivbolag Alligator Records. Chenier var den andre kreol-artisten att vinna en Grammy efter Queen Ida som vunnit året före. 
Chenier anses också ha omskapat den traditionella tvättbrädan till "the frottoir", som hängde bättre från skuldrorna. Cleveland Chenier, Cliftons äldre bror, spelade också i the Red Hot Louisiana Band och blev mycket populär för sin förmåga att skapa ett särskilt, distinkt ljud från tvättbrädan genom att dra flera flasköppnare upp och ner över räfflorna.
Chenier och hans band turnerade världen runt när de var som mest populära. Under hans senare år plågades Chenier av hälsoproblem. En av hans fötter amputerades på grund av diabetes, och han behövde regelbunden dialys.
Chenier dog av diabetesrelaterade njurbesvär i december 1987 i Lafayette. Han begravdes på All Souls Cemetery, Loreauville, Iberia Parish, Louisiana.

## Eftermäle inklusive sånger dedicerade till Chenier
Clifton Cheniers son uppträder sedan 1987 som C. J. Chenier. Sonen för Zydecotraditionen vidare genom att turnera med sin fars gamla band och genom att fortsätta att spela in album ihop med dem.
Den kände gitarristen och låtskrivaren Rory Gallagher skrev en sång som hyllning till Clifton Chenier med titeln "The King Of Zydeco". Chenier omnämns även i Paul Simons sång "That Was Your Mother". Han nämns också vid förnamn i John Mellencamps sång "Lafayette," som handlar om staden med samma namn, en stad där Chenier ofta uppträdde. Sången finns på Mellencamps album Trouble No More från 2003.

## Diskografi
- Clifton Sings the Blues (2004)
- Louisina Blues & Zydeco/Bon Ton Roulet (2001)
- Live at Grant Street (2000)
- Comin' Home (2000)
- Live at 1966 Berkeley Blues Festival (2000)
- Cajun Swamp Music (1999)
- Bayou Bayou (1999)
- In New Orleans (1998)
- Zydeco Sont Pas Sale (1997)
- I'm Coming Home (1996)
- On Tour (1996)
- We're Gonna Party (1994)
- Live at St. Mark's (1988)
- 60 Minutes with the King of Zydeco (1988)
- Sings the Blues (1987)
- The King of Zydeco (1985)
- Live! at the Long Beach & San Francisco Blues Festivals (1985)
- Country Boy Now (1984)
- The King of Zydeco Live at Montreux (1984)
- I'm Here! (Alligator Records) (1982)
- Live at San Francisco Blues Festival (1982)
- Blues & Zydeco (1981)
- Boogie 'n' Zydeco (1980)
- Bayou Soul (1979)
- Frenchin' the Boogie (1979)
- Clifton Chenier & His Red Hot Louisiana Band in New Orleans (1979)
- Clifton Chenier and His Red Hot Louisiana Band (1978)
- Cajun Swamp Music Live (1978)
- Boogie in Black and White (med swamp pop musikern Rod Bernard, Jin Records)1976
- Bagalusa Boogie (1975)
- Out West (1974)
- Clifton Chenier Live (At a French-Creole Dance) (1973)
- Bayou Blues (1970)
- King of the Bayous (1970)
- Clifton's Cajun Blues (1970)
- Louisiana Blues (1969)
- Black Snake Blues (1966)
- Louisiana Blues & Zydeco (1965)
- Clifton's Blues (Elko Records) 1954